# Guillem Sagrera
Guillem Sagrera (Felanich, Baleares, 1380 - Nápoles, 1456) fue un escultor y arquitecto español de estilo gótico mallorquín.
Llegó a Palma con su padre, de oficio cantero. Desde 1416 trabaja en la Catedral de San Juan Bautista de Perpiñán, allí contrae matrimonio con Jaumina Turá. En Mallorca colaboró en la catedral, donde elabora la Sala Capitular, la capilla de San Guillermo, y en la labor escultórica de la puerta del Mirador: a él se deben las esculturas de San Pedro y San Pablo, apegadas al influjo artístico que en esa época dejó en España la figura de Claus Sluter.
Su mejor obra en la ciudad es la lonja (Lonja de los mercaderes) que posteriormente serviría de referencia en la realización de la lonja valenciana. 
Posteriormente marchó a Nápoles, donde trabajó en la reforma del Castel Nuovo, de donde destaca la "Sala dei Baroini".

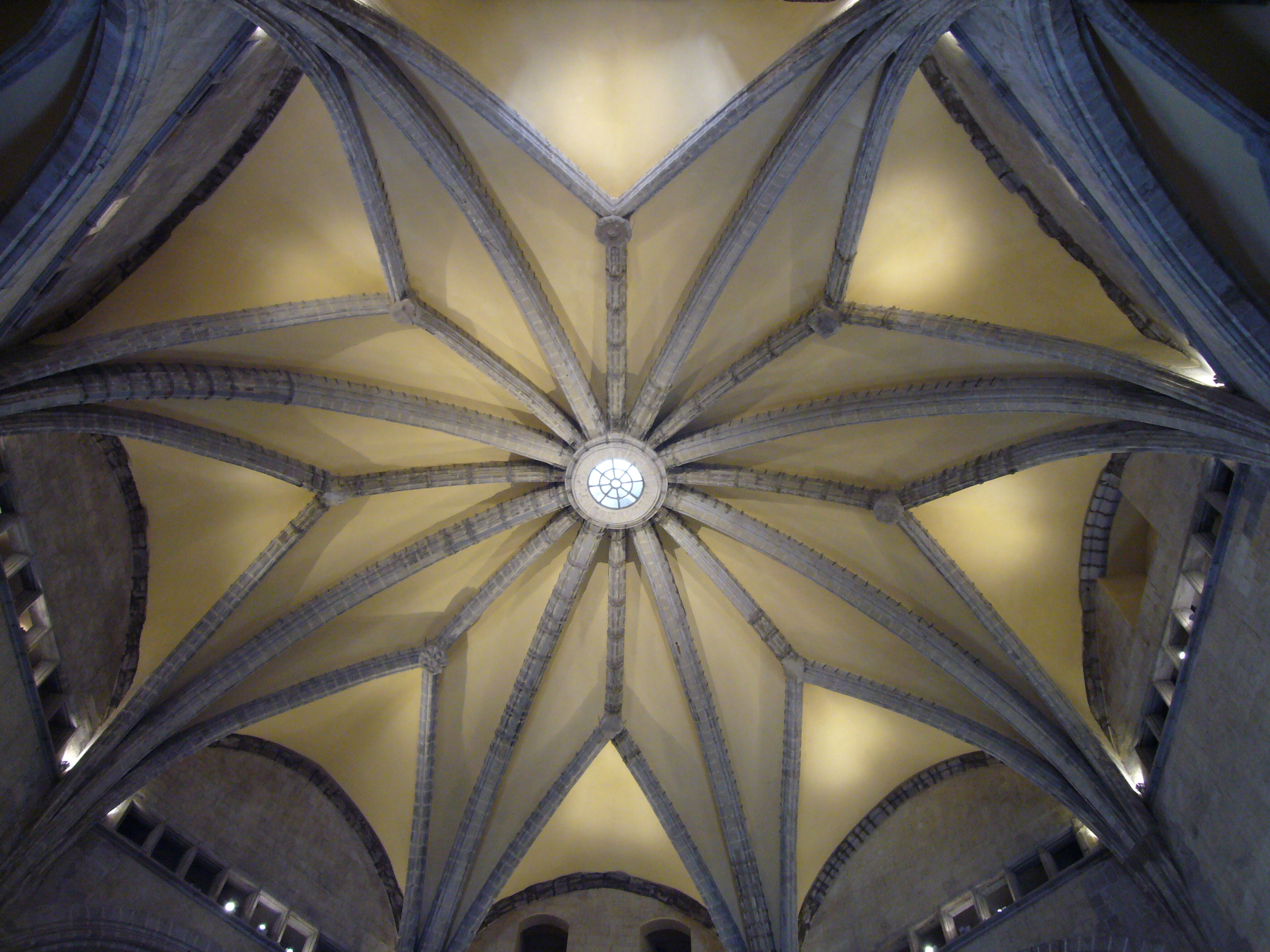
Bóveda de la Sala de los Barones del Castel Nuovo de Nápoles, obra de Guillem Sagrera.

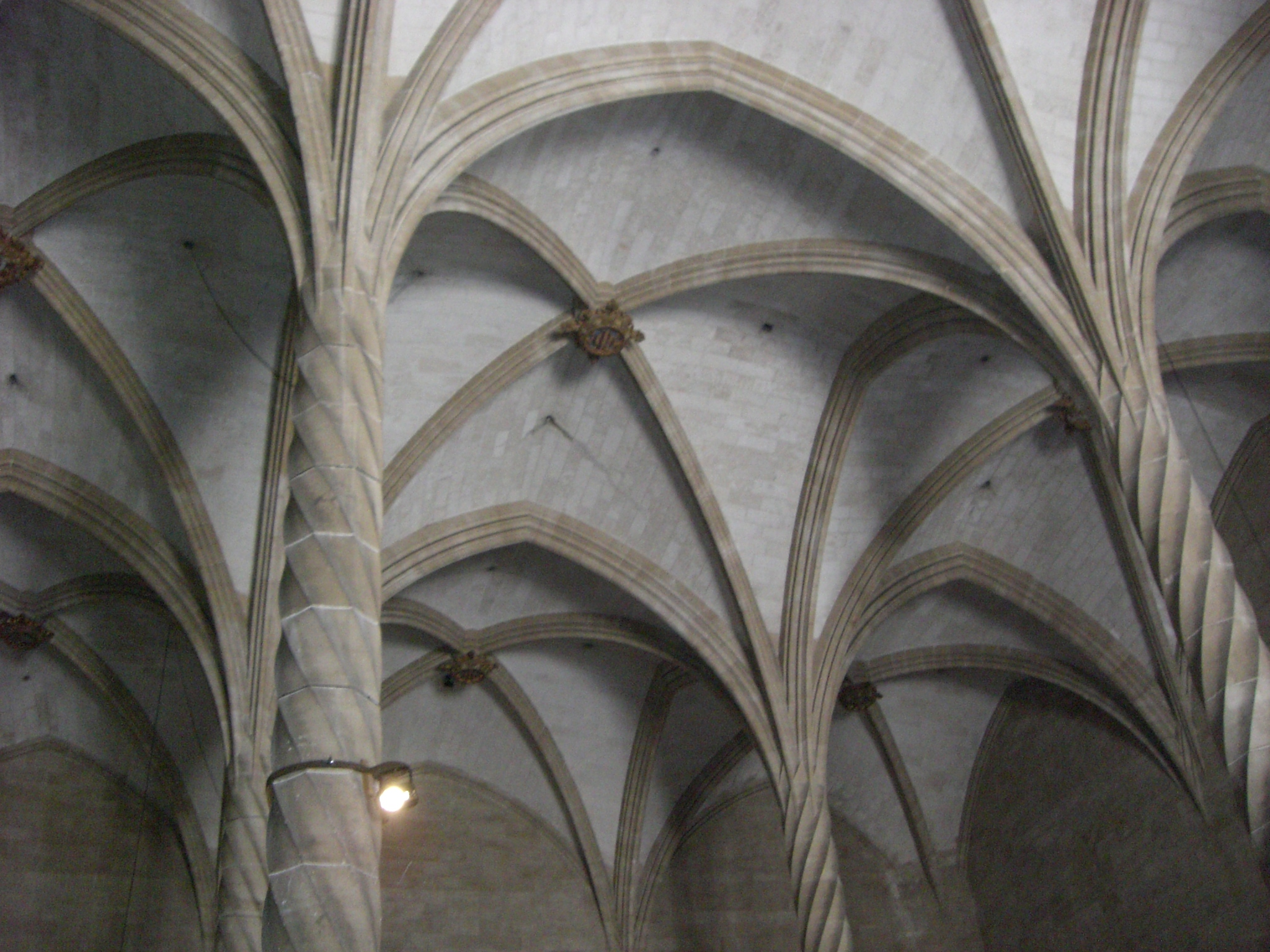
Bóveda de la Lonja de Palma de Mallorca.